# Sociedad Estatal de Participaciones Industriales
La Sociedad Estatal de Participaciones Industriales (SEPI) es una empresa pública española que actúa como holding de las participaciones empresariales de titularidad pública. Se creó por el Real Decreto-Ley 5/1995, de 16 de junio, convalidado el 10 de enero de 1996 por la Ley 5/1996 de Creación de determinadas Entidades de Derecho Público. Su origen se encuentra en el Instituto Nacional de Industria (INI).
SEPI es una entidad de Derecho Público, cuyas actividades se ajustan al ordenamiento jurídico privado, adscrita al Ministerio de Hacienda, con dependencia directa del ministro, que nombra al presidente del SEPI.

## Objetivos y funciones
Bajo la dependencia y supervisión del Ministerio de Hacienda, le corresponden los siguientes objetivos:
- Rentabilizar las participaciones empresariales que el Gobierno le asigna.
- Orientar las actuaciones atendiendo al interés público. Este objetivo confiere a SEPI la especial responsabilidad de combinar la rentabilidad económica y social, arbitrando los conflictos latentes entre ambas, para lo cual dispone de un margen suficiente de autonomía.
- Aportar valor añadido en la traslación de las directrices generales del Gobierno a las estrategias y actividad de sus empresas.

Para el cumplimiento de los objetivos señalados anteriormente, le corresponden las siguientes funciones:
- Impulsar y coordinar las actividades de las sociedades de las que sea titular.
- Fijar la estrategia y supervisar la planificación de las sociedades que controle en los términos establecidos en la legislación mercantil aplicable y en aquellas en cuyo capital participe mayoritariamente de manera directa o indirecta, así como llevar a cabo el seguimiento de su ejecución, velando por el cumplimiento de los objetivos que respectivamente tengan señalados. La gestión ordinaria de las sociedades participadas corresponderá a sus propios órganos de administración y serán controladas de conformidad con lo establecido por el texto refundido de la Ley General Presupuestaria y demás disposiciones o mecanismos de control aplicables.
- La tenencia, administración, adquisición y enajenación de sus acciones y participaciones sociales.
- La realización de todo tipo de operaciones financieras pasivas, cualquiera que sea la forma en que se instrumente, incluso la emisión de obligaciones convertibles o no, bonos, pagarés y otros títulos análogos, así como otros instrumentos de gestión de tesorería y deuda. Igualmente podrá garantizar operaciones concertadas por empresas participadas directa o indirectamente. Todo ello sin perjuicio de la obtención de las autorizaciones administrativas que, en su caso, fueren necesarias.
- La realización respecto de las sociedades participadas, directa o indirectamente, de todo tipo de operaciones financieras activas y pasivas.
- Las demás funciones que le atribuya el Gobierno en materia de modernización del sector público empresarial del Estado.

## Empresas
El Grupo SEPI  está compuesto actualmente por quince empresas en las que participa de forma mayoritaria y directa y otra docena de ellas en las que participa de forma minoritaria. Asimismo, participa de forma indirecta en otro centenar de empresas.
Es un grupo de empresas muy diversificado por sus objetos sociales, que incluyen, la construcción naval, los medios de comunicación, la distribución alimentaria, la gestión de infraestructuras, la minería, el cultivo de tabaco, la promoción empresarial, la transformación agraria y medioambiental, el ocio y la energía nuclear, entre otras actividades.

### Participaciones mayoritarias
| Empresa                  | Sector                   | Participación |
| ------------------------ | ------------------------ | ------------- |
| Agencia EFE              | Comunicación             | 100 %         |
| Cetarsa                  | Ambiental y agrario      | 79,18 %       |
| Cofivacasa               | Financiero               | 100 %         |
| Correos                  | Servicio postal          | 100 %         |
| Ensa                     | Energía                  | 78,75 %       |
| ENUSA                    | Energía                  | 60 %          |
| Hipódromo de la Zarzuela | Ocio y deporte           | 95,78 %       |
| Hunosa                   | Minería                  | 100 %         |
| Mayasa                   | Ambiental y agrario      | 100 %         |
| Mercasa                  | Distribución alimentaria | 51 %          |
| Navantia                 | Construcción naval       | 100 %         |
| Saeca                    | Ambiental y agrario      | 80 %          |
| Sepides                  | Promoción empresarial    | 100 %         |
| RTVE                     | Comunicación             | 100 %         |
| Tragsa                   | Ambiental y agrario      | 51 %          |

### Participaciones minoritarias
| Empresa                          | Sector                          | Participación |
| -------------------------------- | ------------------------------- | ------------- |
| Airbus Group                     | Aeronáutico                     | 4,09 %        |
| Ebro Foods                       | Alimentación                    | 10,36 %       |
| Enagás                           | Energía                         | 5 %           |
| ENRESA                           | Gestión de residuos radiactivos | 20 %          |
| EPICOM                           | Seguridad digital               | 40 %          |
| Hispasat                         | Comunicaciones por satélite     | 7,41 %        |
| Indra                            | TIC                             | 28%           |
| International Airlines Group     | Operador aéreo                  | 2,53 %        |
| Redeia (Red Eléctrica de España) | Energía                         | 20 %          |
| Telefónica                       | Telecomunicaciones              | 10 %          |

### Empresas indirectas
SEPI tiene también participación indirecta en más de cien sociedades, que se corresponden con filiales y otras participadas de las empresas mayoritarias, que integran el Grupo SEPI.

## Privatizaciones realizadas
Privatizaciones realizadas según la SEPI hasta enero de 2013.
| Empresa                             | Sector                                | Tipo de Operación                                              | Participación vendida | Fecha SEPI | Partido en gobierno | Otros datos |  |
| ----------------------------------- | ------------------------------------- | -------------------------------------------------------------- | --------------------- | ---------- | ------------------- | --- |  |
| Aceralia                            | Siderúrgico                           | Venta Directa (Concurso) y OPV                                 |                       | 28/11/1997 | Partido Popular     | |  |
| Aerolíneas Argentinas               | Operador aéreo                        | Venta Directa (Concurso)                                       |                       | 02/10/2001 | Partido Popular     | |  |
| Aldeasa                             | Gestión aeropuertos                   | OPV Institucional (SEPPA),Acuerdos específicos (SEPPA),OPA     | 80 %                  | 24/07/1997 | Partido Popular     | |  |
| Almagrera                           | Química                               | Venta Directa (Concurso)                                       | 99,98 %               | 11/10/1996 | Partido Popular     | |  |
| Altadis                             | Tabacalera                            | OPV y Bought Deal                                              | 52,36 %               | 03/03/1998 | Partido Popular     | Adquirida en 2008 por Imperial Tobacco |  |
| Argentaria                          | Financiero                            | OPV                                                            | 29,2 %                | 19/12/1997 | Partido Popular     | Fusión en 1999 con BBV dando lugar a BBVA |  |
| Astander                            | Construcción Naval                    | Venta Directa (Concurso)                                       | 100 %                 | 21/10/1999 | Partido Popular     | Adquirida por Italmar |  |
| Auxini                              | Construcción                          | Venta Directa (40%) y Opción de compra preferente (60%)        | 100 %                 | 01/02/1996 | PSOE                | Adquirida por OCP Construcciones S.A. En 1997 se fusionan OCP Construcciones S.A. y Ginés Navarro Construcciones S.A. dando lugar a ACS                                                                                 |  |
| Casa                                | Aeronáutico                           | Integración en grupo europeo                                   | 99,28 %               | 26/11/1999 | Partido Popular     | |  |
| Clinisas                            | Asistencia sanitaria                  | Venta directa (Concurso)                                       | 100 %                 | 30/09/2005 | PSOE                | Adquirida por Mapfre Caja Salud |  |
| Comee                               | Eléctrico                             | Subasta Competitiva                                            | 100 %                 | 10/07/1998 | Partido Popular     | |  |
| Conversión Aluminio                 | Siderúrgico                           | Venta Directa (Concurso)                                       | 100 %                 | 16/02/2001 | Partido Popular     | |  |
| Coosur                              | Alimentario                           | Venta Directa (Concurso)                                       | 89,37 %               | 24/05/2002 | Partido Popular     | Adquirida por Acesur |  |
| Cope                                | Comunicación                          | Opción de compra preferente                                    | 2,42 %                | 10/04/2000 | Partido Popular     | |  |
| E.N. Elcano                         | Transporte marítimo                   | Venta Directa (Concurso)                                       | 100 %                 | 11/07/1997 | Partido Popular     | Adquirida por el Grupo Marítimo Ibérico |  |
| Enagas                              | Energético                            | Venta Directa                                                  | 9 %                   | 21/03/1997 | Partido Popular     | |  |
| Enatcar                             | Transporte de pasajeros por carretera | Venta Directa (Concurso)                                       | 100 %                 | 29/07/1999 | Partido Popular     | Adquirida por el Consorcio Alianza Bus |  |
| ENCE                                | Celulosa                              | Venta Directa (Concurso) (25 %)y OPV Institucional (26 %)      | 51 %                  | 15/06/2001 | Partido Popular     | |  |
| Endesa                              | Energético                            | OPV,OPV,OPA                                                    | 58,39 %               | 02/07/1997 | Partido Popular     | |  |
| ENUSEGUR                            | Transporte de explosivos              | Venta Directa (Concurso)                                       | 100 %                 | 22/03/2013 | Partido Popular     | Adquirida por MAXAM |  |
| ETSA DOI                            | Transporte de explosivos              | Venta Directa (Concurso)                                       | 100 %                 | 22/03/2013 | Partido Popular     | Adquirida por MAXAMCORP HOLDING, S.L. |  |
| Expasa                              | Gestión fincas rústicas               | Subasta Competitiva de Fincas                                  |                       | 05/11/2001 | Partido Popular     | |  |
| Ferroperfil                         | Siderúrgico                           | Venta Directa (Concurso)                                       | 100 %                 | 24/07/1997 | Partido Popular     | |  |
| Gas Natural                         | Energético                            | OPV Institucional                                              | 3,81 %                | 27/09/1996 | Partido Popular     | |  |
| Grupo BBE                           | Ingeniería energética                 | Venta Directa (Concurso)                                       | 100 %                 | 04/02/2000 | Partido Popular     | Adquirida por Babcock Borsig Power Group |  |
| Grupo ENA                           | Gestión de autopistas                 | Venta directa (Concurso)                                       | 100 %                 | 28/05/2003 | Partido Popular     | Adquirida por el Consorcio formado por: - Sacyr (50 %) - Banco Santander Central Hispano (20 %) - Caixanova (10 %) - Caixa Galicia (10 %) - Torreal (5 %) - Monte de Piedad y Caja de Ahorro de Huelva y Sevilla (5 %). |  |
| Grupo UPO Potasas                   | Minería                               | Venta Directa (Concurso)                                       | 100 %                 | 28/07/1998 | Partido Popular     | |  |
| Hijos de J. Barreras                | Construcción Naval                    | Venta Directa (Concurso)                                       | 99,9 %                | 28/07/1997 | Partido Popular     | |  |
| Iberia                              | Operador aéreo                        | Acuerdos Industriales (40%) y OPV (48,51%)                     | 88,51 %               | 02/07/1997 | Partido Popular     | |  |
| Icsa/Aya                            | Aeronáutico                           | Venta Directa (Concurso)                                       | 100 %                 | 26/02/1999 | Partido Popular     | Adquirida por Mecanizaciones Aeronáuticas |  |
| Indra                               | TIC                                   | Alianza industrial y OPV                                       | 63,3 %                | 13/05/1998 | Partido Popular     | |  |
| Inespal                             | Aluminio                              | Venta Directa (Concurso)                                       | 99,66 %               | 24/07/1997 | Partido Popular     | Adquirida por Alcoa |  |
| Infoleasing                         | Financiero                            | Venta Directa (Concurso)                                       | 100 %                 | 12/09/1997 | Partido Popular     | Adquirida por Liscat |  |
| Inima                               | Ambiental                             | Venta Directa (Concurso)                                       | 100 %                 | 03/04/1998 | Partido Popular     | Adquirida por el Grupo OHL |  |
| Inisas                              | Asistencia sanitaria                  | Venta directa (Concurso)                                       | 100 %                 | 30/09/2005 | PSOE                | Adquirida por Adeslas SA |  |
| Initec                              | Ingeniería energética                 | Venta Directa (Concurso)                                       | 100 %                 | 23/04/1999 | Partido Popular     | Adquirida por: - Técnicas Reunidas (50 %). - Westinghouse Electric Company (25 %) - Dragados Industrial (25 %) |  |
| Iongraf                             | Aluminio                              | Venta Directa (Concurso)                                       | 100 %                 | 13/12/1996 | Partido Popular     | Aquirida por el equipo directivo |  |
| Ionmed Esterilización               | Esterilización industrial             | Venta Directa (Concurso)                                       | 99,65 %               | 27/07/2007 | PSOE                | Adquirida por IONISOS |  |
| Izar                                | Construcción Naval                    | Venta activos Gijón,Venta activos Sestao,Venta activos Sevilla |                       | 18/07/2006 | PSOE                | |  |
| LM composites                       | Eólico                                | Opción de compra preferente                                    | 50 %                  | 14/05/1999 | Partido Popular     | Adquirida por LM Glasfiber |  |
| Molypharma                          | Farmacéutico                          | Venta Directa (Concurso)                                       | 51 %                  | 27/06/2014 | Partido Popular     | Adquirida por IBA MOLECULAR |  |
| Musini                              | Seguros                               | Venta Directa (Concurso)                                       | 98,07 %               | 27/06/2003 | Partido Popular     | Adquirida por Consorcio Mapfre Caja Madrid Holding |  |
| Olcesa                              | Alimentario                           | Venta Directa (Concurso)                                       | 100 %                 | 24/05/2002 | Partido Popular     | Adquirida por Acesur |  |
| Productos Tubulares                 |                                       | Ejecución de Acuerdos Previos                                  | 100 %                 | 28/09/1998 | Partido Popular     | Adquirida por Tubos Reunidos |  |
| Química del Estroncio               | Química                               | Venta Directa (Concurso)                                       | 51 %                  | 23/07/2002 | Partido Popular     | Adquirida por Fertiberia |  |
| Red Eléctrica                       | Energético                            | OPV (31,5%) y Bought Deal (8,5%)                               | 40 %                  | 23/04/1999 | Partido Popular     | |  |
| Remolcadores del Noroeste           | Naval                                 |                                                                | 100 %                 | 04/07/2014 | Partido Popular     | Adquirida por un Consorcio formado por Remolcadores Ferrolanos, Sertosa Norte y Remolcadores Marracoi |  |
| REPSOL                              | Energético                            | OPV                                                            | 10 %                  | 30/01/1997 | Partido Popular     | |  |
| Santa Bárbara                       | Armamentístico                        | Venta Directa (Concurso)                                       | 100 %                 | 12/04/2000 | Partido Popular     | Adquirida por General Dynamics Corporation |  |
| Sefanitro                           | Química                               | OPA                                                            | 52,64 %               | 05/12/1996 | Partido Popular     | Adquirida por Fertiberia |  |
| Sodical                             | Financiero                            | Venta Directa (Concurso)                                       | 51 %                  | 20/12/1996 | Partido Popular     | |  |
| Surgiclinic                         | Sanitario                             | Venta Directa (Concurso)                                       | 50 %                  | 17/01/1997 | Partido Popular     | Adquirida por el Grupo Hambros |  |
| Telefónica                          | Telecomunicaciones                    | OPV                                                            | 20,9 %                | 10/01/1997 | Partido Popular     | |  |
| TISA, Telefónica Internacional S.A. | Telecomunicaciones                    | Venta Directa (Concurso)                                       | 23,78 %               | 05/09/1997 | Partido Popular     | Adquirida por Telefónica |  |
| Trasmediterránea                    | Transporte marítimo                   | OPA del adjudicatario                                          | 95,24 %               | 30/07/2002 | Partido Popular     | Adquirida por un Consorcio integrado por: - Acciona (50 %) - Caja de Ahorros del Mediterráneo (15 %) - Grupo Matutes (15 %) - Grupo Aznar (10 %) - Grupo Armas (8 %)                                                    |  |
| Turbo2000                           |                                       | Venta directa (concurso)                                       | 100 %                 | 12/12/2003 | Partido Popular     | Adquirida por SENER |  |
| Weser Engineering                   | Ingeniería                            | Venta Directa (Concurso)                                       | 100 %                 | 28/04/2006 | PSOE                | TAIM WESER |  |